# Wielka obwodnica wschodniobieszczadzka
Wielka obwodnica wschodniobieszczadzka – potoczna nazwa trasy turystycznej w ukraińskiej części Gór Sanocko-Turczańskich oraz Bieszczadach Wschodnich na Ukrainie, o długości ponad 250 km.
Punktem startowym wielkiej obwodnicy jest Stary Sambor. Składa się ona z kilku odcinków:
- drogi lokalne (terytorialni miscewoho znaczennia) T 1412, T 1403, T 1420: Stary Sambor – Turka – Borynia – Matków (około 90 km)
- droga międzynarodowa E50: Matków – Stryj (82 km)
- droga lokalna T 1411: Stryj – Drohobycz – Sambor – Stary Sambor.

Możliwe są lokalne modyfikacje trasy.
Do najbardziej interesujących miejsc w pobliżu obwodnicy należą: górskie doliny rzek Dniestr, Stryj i Opór, źródła Sanu pod Przełęczą Użocką, szczyty Magura Łomniańska (1022 m n.p.m.), Starostyna, Pikuj (1408 m n.p.m. najwyższy w obwodzie lwowskim i Bieszczadach Wschodnich), Magura (1362 m n.p.m.), Trościan (1232 m n.p.m.), Czarna Repa (1285 m n.p.m.) i Paraszka (1268 m n.p.m.). Warto również obejrzeć ruiny zamku Tustań koło miejscowości Urycz, miejscowości Schodnica, Mraźnica i Borysław związane z wydobyciem ropy naftowej, uzdrowisko Truskawiec oraz cerkwie w Isajach i Jaworze.

## Literatura
- Hubert Ossadnik, Wojciech Wesołkin – „Osobliwości Bieszczadów Wschodnich”, Rzeszów 2005, ISBN 83-89183-12-9